# Dafnis Balduz
Dafnis Balduz (n. Villanueva y Geltrú, del Garraf, 7 de junio de 1983) es un actor español de teatro, cine y televisión, conocido principalmente por su papel de Xavi Jordana en la serie Ventdelplà.
Estudió Interpretación en el Instituto del Teatro de Barcelona, y canto al Conservatorio Maestro Montserrat, entre otras escuelas. En 2008 entregó los premios del concurso de guiones organizado por el servicio de Política Lingüística de Andorra. El año 2009 estuvo nominado al Premio Gaudí a la Mejor interpretación masculina secundaria por su papel a la película Forasteros, de Ventura Pons, y a la edición del año siguiente fue uno de los presentadores.

## Filmografía

### Cine
- 1999: La ciudad de los prodigios, de Mario Camus
- 2001: La isla del holandés, de Sigfrid Monleón: Joan
- 2008: Forasteros, de Ventura Pons: Josep
- 2008: Espléndido, cortometraje de David Ciurana: Carlos Rojas
- 2008: A las tres de la tardo, cortometraje de Cristina Escoda: Ernest
- 2009: Xtrems, de Abel Folk y Joan Riedweg: Biel joven
- 2009: Tres días con la familia: Andreu
- 2009: Todas las familias felices, cortometraje de Bruno Sarabia
- 2010: Lo más importante de la vida se no haber muerto, de Olivier Pictet, Marc Recuenco y Pablo Martín Torrado: Zorro 2
- 2010: La familia de mí novia, cortometraje de Guillermo Chapa
- 2010: Mil cretins, de Ventura Pons: David Guillot
- 2019: Mientras dure la guerra: Ramos
- 2020: Malnazidos: Comisario
- 2020: Joc de nens : Pare

### Televisión
- 1998: Laberinto de sombras: Niño Burger / Chico futbolista
- 1998: Dos mujeres, telefilm de Enric Folch: Hèctor
- 2001: Pagados para reír, serie de Agustí Vila
- 2003: Jugar a matar, telefilm de Isidro Ortiz: Rolero 3
- 2004: Hospital Central, episodio Fuegos artificiales
- 2005-2010: Ventdelplà, serie de Josep Maria Benet y Jornet: Xavi Jordana
- 2010: Ermessenda, miniserie de Lluís Maria Güell: Berenguer
- 2014: Amar es para siempre, Padre Isidro (22 episodios)
- 2015: Llámame Francisco: La vida de un Papa, cura jesuita
- 2015: Carlos, Rey Emperador, Alfonso de Aragón (1 episodio)
- 2015: Nit i dia, Àlex Garriga (4 episodios)
- 2017: El incidente, Juan José "Juanjo" (6 episodios)
- 2017: Velvet Colección, Representante (1 episodio)
- 2018: El día de mañana, Martín (3 episodios)
- 2019: L'enigma Verdaguer, Mossèn Joan
- 2019: Señoras del (h)AMPA, Mariano (12 episodios)
- 2020: Inés del alma mía
- 2020: Los favoritos de Midas
- 2020: Jo també em quedo a casa
- 2021: Cuéntame cómo pasó

## Teatro
- 1994-1995: Perdidos a Yonkers, de Neil Simon y dirección de Josep M. Puerta
- 1996: El principito, de Antoine de Saint-Exupéry y dirección de Montse Obrador
- 1997: El sueño de una noche de verano, de William Shakespeare y dirección de Susanna García-Prieto
- 1997-1998: Telefills, dirección de Albert Burgos
- 1997-1998: Mis amigos, mi jardín, dirección de Lourdes Gonell
- 1997-1998: Tutti Frutti. Animaciones por encargo del Ayuntamiento de Villanueva y Geltrú
- 1999: La comedia de la olla, dirección de Lourdes Gonell
- 1999: La barca nueva, de Ignasi Iglesias y dirección de Joan Castells, al Teatro Nacional de Cataluña
- 2000: Ático, de África Ragel y dirección de Oriol Freixenet
- 2001: Noche en el parque y dirección de Montse Obrador
- 2003: El Café de Marina, de Àngel Guimerà y dirección de Rafel Duran, al Teatro Nacional de Cataluña
- 2003-2004: Allegro, dirección de Montse Obrador
- 2004: Cortesanos, de nacimiento, raza vil, dirección de Alícia Gorina
- 2004: Trilogía en Nueva York, de Harvey Fierstein y dirección de Òscar Molina, al Teatro Artenbrut
- 2004: Ser otro, escrita y dirigida por Jordi Faura
- 2004: La doble inconstància, de Marivaux y dirección de Magda Puyo. Taller del Instituto del Teatro
- 2005: Una más a la lista, de Xavier Durringer y dirección de Joan Anguera
- 2005: El misàntrop, de Molière y dirección de Antonio Simón. Taller del Instituto del Teatro
- 2005: Léon al desierto de los príncipes, de Antoine de Saint-Exupéry y dirección de Òscar Intento
- 2005: Casa y jardín, de Alan Ayckbourn y dirección de Ferran Madico
- 2006: Las mujeres sabias, de Molière y dirección de Pau Monterde
- 2006: La hambre, de Joan Oliver y dirección de Pep Pla, en la Sala Pequeña del Teatro Nacional de Cataluña
- 2006: Quién en casa vuelve, dirección de Alex Dezón
- 2006-2007: La isla de los esclavos, de Marivaux y dirección de Gemma Beltran. Compañía Dei Furbi
- 2007: Argumentos, dirección de Ramón Simó. Taller del Instituto del Teatro
- 2007: Requiem for Comaneci, dirección de Raquel Tomàs
- 2007: Arcadia, de Tom Stoppard y dirección de Ramon Simó, en la Sala Pequeña del Teatro Nacional de Cataluña
- 2007: Mama Medea, de Tom Lanoye y dirección de Magda Puyo, al Teatro Romea
- 2008: Don Juan Tenorio lectura dramatizada de la obra de José Zorrilla y dirección de Carles Canut, al Teatro Romea
- 2008: Las cosas de la forma (variación sobre La forma de las cosas de Neil LaBoute), de Aleix Aguilà y dirección de Àlex D. Capo, al Teatro Libre[4]
- 2009: Don Carlos, de Friedrich von Schiller y dirección de Calixto Bieito, al Centro Dramático Nacional
- 2010: El café, de Carlo Goldoni y dirección de Joan Ollé, al Teatro Romea
- 2010: Nô, de Yukio Mishima y dirección de Joan Ollé
- 2010: Por el delante y por el última, de Michael Frayn y dirección de Alexander Herold
- 2019: "El sueño de la vida". Dirigido por Lluís Pasqual. Nueva revisión a la obra de Federico García Lorca "El Público", realizada por Alberto Conejero
- 2020: La Golondrina, dirigida por Josep María Mestres